# Stefano Porcari
Stefano Porcari (né à Rome au début du XVe siècle et mort dans la même ville le 9 janvier 1453) est un homme politique et un humaniste italien, connu pour une tentative d'insurrection contre le pape Nicolas V et le pouvoir pontifical, dans le but d'établir un gouvernement républicain à Rome ou, selon certains, son pouvoir personnel, similaire à celui exercé au XIVe siècle, par Cola di Rienzo, qui l'a inspiré. 

## Biographie

### Formation et fonctions politiques
Apparenté à l'ancienne famille romaine des Porcari, Stefano, qui est cependant de modeste lignage, reçoit une formation humaniste. Il préfère Cicéron, qui semble réunir en lui seul toutes les grandes vertus de l'époque romaine. Il s'installe à Florence où il est élu podestat pour deux mandats consécutifs en 1427 et 1428, grâce à la protection du pape Martin V. Il voyage ensuite en Allemagne et en France,. 
À son retour en Italie en 1430, il occupe diverses fonctions publiques dans les gouvernements de plusieurs communes : il est podestat de Bologne en 1432, de Sienne en 1434, d'Orvieto en 1435 et occupe également le poste de gouverneur de la place forte de Trani. Il revient à Rome dans les dernières années du pontificat d'Eugène IV, pape qui vient de rentrer dans la ville éternelle après en avoir été chassé en 1434. À la mort de ce dernier, dans les jours précédant l'élection du nouveau pontife, le cardinal Parentucelli, futur pape Nicolas V, Porcari presse à plusieurs reprises ses concitoyens de renverser définitivement le gouvernement papal et de procéder immédiatement à la restauration d'un régime inspiré du modèle républicain de la Rome antique, dans la ville et dans les États de l'Église ,.

### Exil à Bologne
Le pape Nicolas V, bien qu'il soit au courant des manœuvres de Porcari, lui pardonne mais l'éloigne de Rome en lui confiant diverses missions. En 1448, Il est nommé recteur de la province de Campagne et Maritime, puis s'installe quelque temps à Ferentino. Il fomente de nouveaux complots, peut-être à l'occasion du couronnement imminent de l'empereur Frédéric III à Rome, ce qui incite le pape à confiner l'agitateur dans la ville de Bologne. Bien que Porcari soit libre de se déplacer à l'intérieur des murs de la ville, il a l'obligation de ne pas la quitter sans autorisation des autorités locales et, sur la volonté expresse du cardinal Basilio Bessarione, légat du pape dans la ville à partir de 1450, de se présenter tous les jours pour attester de sa présence. Dans les derniers jours de décembre 1452, malgré le contrôle strict dont il fait l'objet, Stefano Porcari parvient à abandonner la cité émilienne et à rejoindre Rome ,.

### Insurrection et mort
À Rome, Porcari  trouve refuge auprès de son beau-frère, Angelo Masi, qui, en accord avec lui, participe activement à l'organisation d'une insurrection contre le gouvernement papal. Il s'agit de faire un coup d'état et d'occuper le château Saint-Ange, d'inciter les Romains à se révolter et, une fois le pape emprisonné avec les plus hauts dignitaires de l'Église, de proclamer la république. Stefano Porcari pourrait ainsi devenir le tribun de la ville, tout comme Cola di Rienzo son modèle. Les deux conjurés commencent à recruter des mercenaires et à entrer en contact avec des sympathisants : l'insurrection doit éclater le 6 janvier 1453, à l'occasion de la fête de l'Épiphanie. À la veille de la révolte, Porcari peut compter sur une petite condotta d'environ trois cents soldats et quatre cents proscrits. 
Dans l'intervalle, le pape Nicolas V, averti par le cardinal Bessarione de la disparition de l'exilé, donne l'ordre de fouiller à Rome la maison de Porcari, de sa famille et de ses amis les plus proches. Découverts, les rebelles sont exterminés le 6 janvier avant même de pouvoir entrer en action. Porcari, qui a réussi à s'échapper, est arrêté le lendemain après avoir tenté en vain de se réfugier au domicile du prince Latino Orsini. Au procès, il est reconnu coupable et est pendu avec certains de ses complices au château Saint-Ange le 9 janvier 1453. Sa mort est accueillie avec indifférence par le peuple romain,. 
Un mystère est lié à son cadavre qui n'a jamais été retrouvé, peut-être jeté dans le Tibre ou enterré sous terre dans l'église de Santa Maria in Traspontina. 

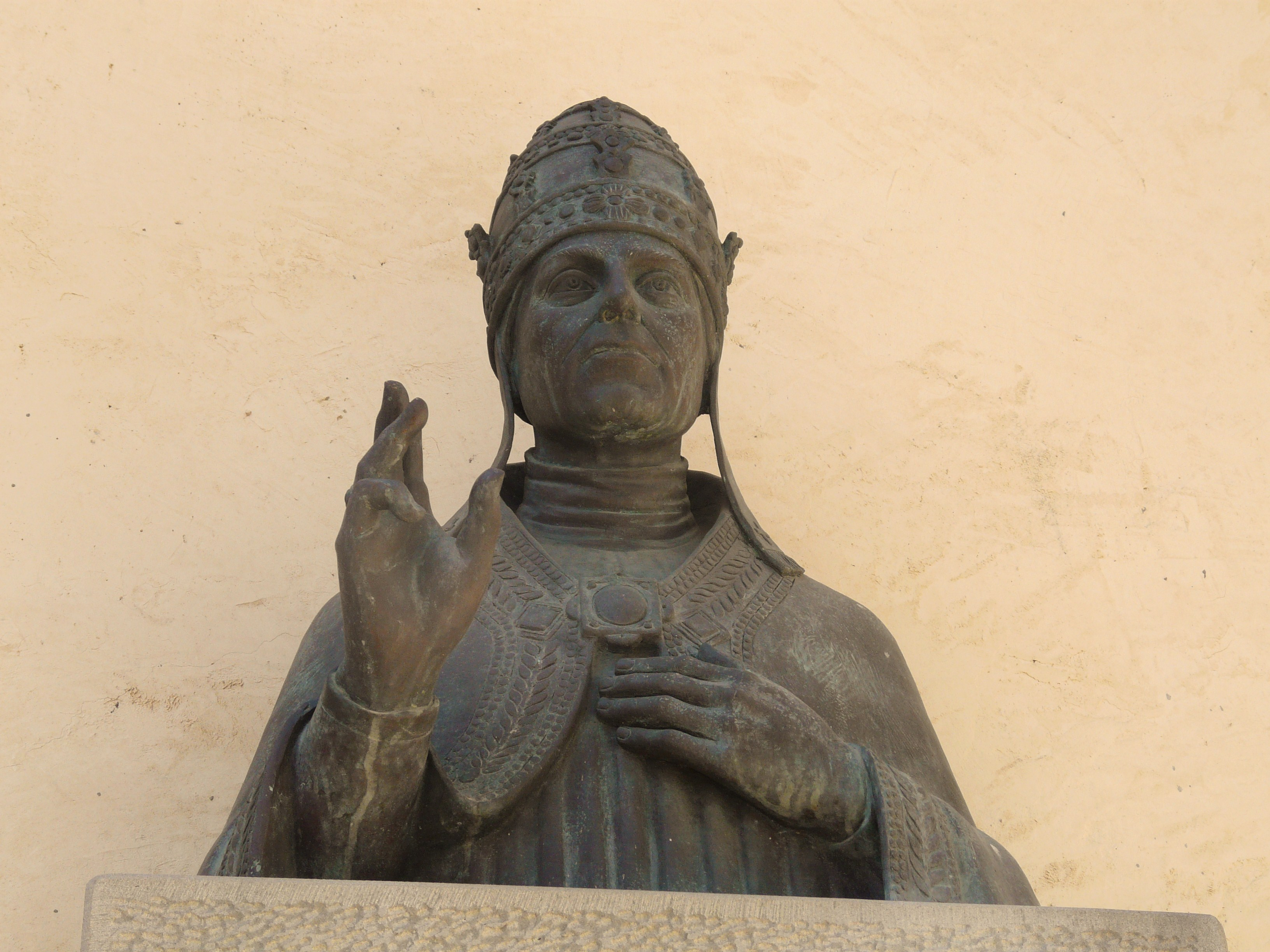
Buste en bronze de Niccolò V, le pape contre lequel Stefano Porcari a comploté.

### Biographies
L'ouvrage principal consacré à la conspiration de Porcari est De Conciuratione Porcaria des dialogues de Pietro Godi de Vicence. Le texte est tiré de trois manuscrits dont l'un a fait l'objet d'une édition critique de Maximilian Lehmert ..
Une description de la révolte a été faite, dans un style délibérément neutre, à la manière des historiens grecs, par Leon Battista Alberti dans l'épître De porcaria conjuratione.
Au XIXe siècle, sa figure a été exploitée par les politiciens du nouveau royaume d'Italie après la brèche de la Porta Pia. Ils ont exalté Porcari comme un exemple de libéralité refoulée dans le sang .

## Discours
Il reste seize discours de Porcari, tous datant de la période florentine (1427-1428), lorsque, occupant le poste de capitaine du peuple, il s'adressait aux citoyens ou à leurs représentants, chaque fois qu'il le jugeait approprié, généralement en conjonction avec des événements d'importance. Il s'agit de discours sur les thèmes les plus variés, relatifs à la bonne gouvernance de la ville, sur les avantages de la forme républicaine de gouvernement, jusqu'à la commodité ou non de recourir à des troupes mercenaires pour la défense de la ville.
Le style de ces discours, bien que révélant l'érudition de leur auteur font souvent appel à des citations, en particulier celles d'auteurs latins, de Titus et Tite-Live à Virgile, avec une nette préférence pour Cicéron. Parmi les Grecs, le seul à être mentionné à plusieurs reprises est Aristote. Certains critiques, cependant, attribuent ces discours non pas à Porcari, mais à Buonaccorso da Montemagno.

## Liens  externes
- Notices d'autorité :   - VIAF
  - ISNI
  - IdRef
  - LCCN
  - GND
  - Espagne
  - Vatican
  - WorldCat